# Buekenhout-Tits-Geometrie
Die Bezeichnung Buekenhout-Tits Geometrie (auch Buekenhout-Geometrie oder Diagramm-Geometrie genannt) steht in der Geometrie für eine gemeinsame Verallgemeinerung der Begriffe projektive Geometrie, affine Geometrie, Blockplan, linearer Raum und vieler weiterer verwandter Begriffe. Das Konzept wurde in den Jahren nach 1956 maßgeblich von Jacques Tits und später seinem Schüler Francis Buekenhout entwickelt, nach denen es inzwischen auch benannt ist. Die Grundidee dieses Konzeptes ist es, von Details der geometrischen Struktur weitgehend abzusehen und dafür die Eigenschaften klassischer Strukturen und deren Verallgemeinerungen zu untersuchen, die mit dem klassischen geometrischen Begriff „Fahne“ verbunden sind.
Die Diagramm-Geometrie wurde von Tits mit einigem Erfolg auf (nichtkommutative) endliche einfache Gruppen und deren Klassifikation angewandt. Diese Gruppen lassen sich mit rein gruppentheoretischen Methoden bis heute kaum weiter sinnvoll zerlegen: Ihr Normalteilerverband ist trivial und ihr Untergruppenverband schon bei den kleinsten Vertretern zu groß und in seiner Struktur zu wenig charakteristisch, als dass er einen Ansatzpunkt für Untersuchungen, geschweige denn eine Klassifikation bieten könnte. Andererseits ist lange bekannt, dass viele der einfachen Gruppen auf klassischen geometrischen Strukturen oder deren Verallgemeinerungen als volle Automorphismengruppen oder als eine deren Unter- oder Faktorgruppen operieren (siehe als Beispiel Wittscher Blockplan), häufig sind diese „geometrischen“ Strukturen projektive Ebenen oder (allgemeiner) Blockpläne. Der Ansatz von Tits bestand zunächst darin, einer Gruppe, die auf geometrischen Strukturen unterschiedlicher Art als Gruppe von Automorphismen operiert, eine geeignete „zusammengesetzte, geometrische“ Struktur zuzuordnen, die möglichst viele wesentliche Informationen der verschiedenen Ausgangsstrukturen widerspiegelt.

Ein Buekenhout-Diagramm für eine Rang-4-Geometrie. Das Residuum nach einem der Typen 1 bis 3 ist jeweils ein projektiver Raum (Rang 3), das Residuum nach zwei dieser Typen, z. B. nach ist jeweils eine projektive Ebene. Durch die Pfeile wird eine (denkbare) Trialität (vergleichbar der geometrischen Dualität) angedeutet – sie sind selbst nicht Bestandteil des Buekenhout-Diagramms. Modelle solcher selbst-trialen Geometrien lassen sich aus geeigneten quadratischen Mengen konstruieren, etwa aus der Kleinschen Quadrik in einem siebendimensionalen, endlichen projektiven Raum. Dies ist bereits kein Grunddiagramm mehr, da das Axiom (TP) nur für die Residuen nach einem der Typen 1 bis 3 erfüllt wird.

Eine weitere wichtige Anwendung liegt in der Untersuchung von induzierten Geometrien, die sich zum Beispiel aus quadratischen Mengen auf endlichen projektiven Räumen ergeben, vergleiche die Abbildung am Ende der Einleitung. Historisch bemerkenswert ist, dass bereits im Jahr 1896 Eliakim Hastings Moore ein Konzept für eine abstrakte Geometrie, die im Wesentlichen der Diagramm-Geometrie entspricht, vorgeschlagen hat. Zu Moores Zeiten wurde dies aber nicht weiter verfolgt.

## Leitideen
Die Diagramm-Geometrie verallgemeinert Konzepte, die aufgrund von Fragestellungen aus sehr unterschiedlichen Teilgebieten der Mathematik entstanden sind. Daher werden viele geometrische Begriffe mit einem neuen, allgemeineren Inhalt gefüllt, der oft die sonst üblichen Begriffe nicht im formalen Sinn verallgemeinert. Eine Inzidenzstruktur ist zum Beispiel keine Geometrie im Sinne der Diagramm-Geometrie, aber jede Inzidenzstruktur lässt sich auch in natürlicher Weise als Diagramm-Geometrie (und zwar vom Rang 2) auffassen. Als Leitidee kann hier das Konzept der (endlichdimensionalen) projektiven Geometrien gelten, daher wird in diesem Artikel häufig der entsprechende Begriff für projektive Geometrien dem Begriff aus der Diagrammgeometrie gegenübergestellt. Tatsächlich bilden projektive Ebenen zusammen mit zwei Arten von trivialen Rang-2 Geometrien die wichtigsten Grundbausteine der bis heute untersuchten Diagramm-Geometrien.

### Grundkonzepte aus der projektiven Geometrie

Ein Buekenhout-Diagramm für einen dreidimensionalen projektiven Raum. Das Residuum nach einem Punkt (point) oder einer Ebene (plane) ist jeweils eine projektive Ebene. Dagegen ist das Residuum einer Gerade (line) ein verallgemeinertes Zweieck

Ein endlichdimensionaler projektiver Raum bestimmt die Menge {\displaystyle S} seiner echten projektiven Unterräume (einschließlich der Menge seiner Punkte, aber hier ohne die leere Menge und den Gesamtraum). Jedem Element von {\displaystyle S} kann durch eine „Typisierungsfunktion“ {\displaystyle t:S\rightarrow \Delta } ein „Typ“ aus einem Indexvorrat {\displaystyle \Delta } (hier etwa seine jeweilige projektive Dimension) zugeordnet werden. Die Menge dieser Typen kann durch eine endliche Menge, zum Beispiel {\displaystyle \Delta =\{{\text{Punkt, Gerade, Ebene,}}\ldots \}} beschrieben werden. Die Anzahl der tatsächlich auftretenden Typen {\displaystyle |t(S)|} ist dann die projektive Dimension (oder der „Rang“) des Gesamtraumes. Auf der Menge {\displaystyle S} der „Elemente“ (echten Unterräume) ist durch die symmetrisierte Teilraumrelation {\displaystyle UIV\leftrightarrow \left(U\leq V\lor V\leq U\right)} eine Inzidenzrelation gegeben.
Eine Fahne in einer solchen projektiven Geometrie ist eine durch die antisymmetrische Inzidenz (hier: die nicht symmetrisierte Unterraumrelation) total geordnete Teilmenge von {\displaystyle S}. Eine solche Fahne ist auch für einen unendlichen projektiven Raum endlich, sofern nur die Dimension dieses Raumes endlich ist und die Länge der Fahne ist nicht größer als diese projektive Dimension des Raumes.

## Definitionen

### Geometrie
Sei {\displaystyle \Delta } eine Menge, ihre Elemente und Teilmengen werden als Typen bezeichnet. Eine (Diagramm)-Geometrie {\displaystyle \Gamma } über {\displaystyle \Delta } besteht aus einem Tripel {\displaystyle \Gamma =(S,I,t)}, wobei {\displaystyle S} eine Menge, {\displaystyle I} eine symmetrische und reflexive Relation auf {\displaystyle S}, die Inzidenzrelation ist, {\displaystyle t} eine surjektive Funktion {\displaystyle t:S\rightarrow \Delta }, die Typisierungsfunktion, wenn das folgende Axiom (TP=transversality property) erfüllt ist:
(TP) Ist {\displaystyle M\subseteq S} eine maximale Menge von paarweise inzidenten Elementen, dann ist die Einschränkung der Typisierungsfunktion {\displaystyle t} auf {\displaystyle M} eine Bijektion {\displaystyle t|_{M}:\;M\leftrightarrow \Delta }.

### Fahne, Zimmer, Residuum, Rang
Sei {\displaystyle \Gamma =(S,I,t)} eine Geometrie über {\displaystyle \Delta }.
- Eine Fahne von {\displaystyle \Gamma } ist eine (möglicherweise leere) Menge {\displaystyle F} paarweise inzidenter Elemente von {\displaystyle S}.
- Zwei Fahnen {\displaystyle F_{1},F_{2}} heißen inzident, wenn auch {\displaystyle F_{1}\cup F_{2}} eine Fahne ist.
- Maximale Fahnen heißen Zimmer (engl. chambers).
- Die Menge aller Zimmer von {\displaystyle \Gamma } wird als {\displaystyle \mathop {\mathrm {Cham} } (\Gamma )} notiert.
- Der Typ einer Fahne {\displaystyle F} ist die Menge {\displaystyle t(F)}.
- Für eine Teilmenge der Typmenge {\displaystyle A\subseteq \Delta } wird jede Fahne vom Typ {\displaystyle A} auch als {\displaystyle A}-Fahne bezeichnet.
- Der Kotyp einer Fahne {\displaystyle F} ist die Menge {\displaystyle \Delta \setminus t(F)}.
- Das Residuum einer Fahne {\displaystyle F} in {\displaystyle \Gamma } ist die Geometrie {\displaystyle \Gamma _{F}=(S_{F},I_{F},t_{F})} über {\displaystyle \Delta _{F}=t(S_{F})=\Delta \setminus t(F)}, die durch

{\displaystyle S_{F}=\{x\in S\setminus F|\forall y\in F:xIy\}} und die Einschränkung {\displaystyle I_{F}} der Inzidenzrelation {\displaystyle I} auf {\displaystyle S_{F}} und der Typisierungsfunktion {\displaystyle t_{F}=t|_{F}} gegeben ist.
- Der Rang {\displaystyle r(\Gamma )} von {\displaystyle \Gamma } ist die Mächtigkeit von {\displaystyle \Delta }, also die Anzahl {\displaystyle |t(s)|} der Typen, die in {\displaystyle \Gamma } vertreten sind.
- Der Rang einer Fahne {\displaystyle F} ist die Anzahl der Elemente von {\displaystyle F}, ihr Korang ist der Rang von {\displaystyle \Gamma _{F}}.

### Grunddiagramm einer Geometrie
Sei {\displaystyle \Gamma =(S,I,t)} eine Geometrie über {\displaystyle \Delta }. Ein Paar verschiedener Elemente („Typen“) {\displaystyle (i,j)\in \Delta ^{2}} heißen verbunden das heißt, sie bilden eine Kante des Grunddiagramms, wenn mindestens eine Fahne mit dem Kotyp {\displaystyle \{i,j\}} existiert, deren Residuum kein verallgemeinertes Zweieck ist.

## Beispiele

Buekenhout-Diagramm eines dreidimensionalen affinen Raumes: Das Residuum nach einem „Punkt“ (point) ist ein projektiver Raum, daher wird die bei der Residuenbildung verbleibende Kante zwischen „Gerade“ (line) und „Ebene“ (plane) nicht besonders gekennzeichnet, dagegen ist das Residuum nach einer „Ebene“ (plane) eine affine Ebene, die daher gekennzeichnet wird. Die Kennzeichnung kann dabei von Autor zu Autor variieren.

- Eine Inzidenzstruktur {\displaystyle ({\mathfrak {p}},{\mathfrak {G}},{\mathfrak {p}}\times {\mathfrak {G}})} mit {\displaystyle |{\mathfrak {p}}|,|{\mathfrak {G}}|\geq 2} ist eine Rang-{\displaystyle 2} Geometrie. Sie wird als verallgemeinertes Zweieck bezeichnet. In der Diagrammdarstellung wird ein verallgemeinertes Zweieck in der Regel nicht gezeichnet.
- Eine projektive Ebene ist eine Rang-{\displaystyle 2} Geometrie. Sie wird im Diagramm durch eine Linie ohne Markierung dargestellt.
- Ein dreidimensionaler affiner Raum {\displaystyle A} ist eine Rang-{\displaystyle 3} Geometrie mit der Typmenge {\displaystyle \{0,1,2\}}, den möglichen Dimensionen der echten Teilräume. Ist {\displaystyle p} ein Punkt des Raumes, dann ist {\displaystyle \{p\}} eine Fahne vom Typ {\displaystyle \{0\}}, also vom Rang {\displaystyle 1} und Korang {\displaystyle 2}. Das Residuum von {\displaystyle \{p\}} besteht aus allen Geraden und Ebenen, die {\displaystyle p} enthalten. Dies ist eine projektive Ebene! Dagegen ist das Residuum einer Ebene in {\displaystyle A} eine affine Ebene, daher wird die Linie, die Punkte und Geraden im Diagramm verbindet, als „affin“ markiert, vergleiche die Abbildung rechts. Das Residuum einer Gerade besteht aus allen Punkten auf der Geraden und allen Ebenen, die die Gerade enthalten. Diese Rang-{\displaystyle 2} Geometrie ist ein verallgemeinertes Zweieck, daher wird im Diagramm keine direkte Verbindung von den Punkten zu den Ebenen gezeichnet.